# Catherine Sauvage
Catherine Sauvage, (el seu nom de debò era Jeanine Marcelle Saunier), (Nancy, 26 de maig de 1929 - Bry-sur-Marne (Val-de-Marne), 20 de març de 1998), va ser una cantant i actriu francesa.

## Biografia
El 1940, Catherine Sauvage es va traslladar amb la seva família a Annecy. Des de la preparatòria va ser al teatre, on va actuar amb el seu veritable nom, Janine Saulnier. Després d'estudiar, durant vuit anys, piano, cant i drama, va conèixer el 1950 a Léo Ferré, enamorant-se de les seves cançons. D'ell va cantar, el 1952, Paris Canaille, que es va convertir en una sensació. El 1954, va guanyar el "Grand Prix du Disque", per la cançó L'Homme, també de Ferré. De gira pel Canadà, va conèixer a Gilles Vigneault, que va escriure per a ella Mon Pays, Le Corbeau, la Manikoutai.
En arribar a París, adopta el cognom Sauvage, agafat d'un amic de la seva infància, i comença a treballar en diversos cabarets de la ciutat. Coneix a Léo Ferré, a qui ajuda a atreure reconeixement a la seva música: "Va ser la trobada de la meva vida. I com la felicitat mai ve sola, com diuen, Jacques Canetti va venir a escoltar-me una bella tarda, buscant artistes per a l'estudi en el qual ell era director artístic".
Jacques Canetti la va contractar el 1953 i 1954 per treballar en Les Trois Baudets: "Vaig freqüentar aquest cabaret del carrer Coustou durant dos anys. Després em vaig presentar a l'Olympia, i em van donar un gran premi per una de les cançons de Ferré, L'homme".
Ella sempre va destacar la poesia a la música. Léo Ferré i Gilles Vigneault van considerar a Sauvage el seu millor intèrpret. Aragon, un dels seus poetes favorits, escriuria d'ella: "I de sobte, amb la seva veu, com un regal, tota paraula adquireix complet sentit".
El seu últim gran èxit popular Avec le temps de Léo Ferré, data de 1971.
La moda de yeyé l'allunya una mica de la cançó, torna al teatre, interpreta L'Intercanvi  de Paul Claudel, El Cercle de guix caucasià  de Bertolt Brecht, Frank V  de Friedrich Dürrenmatt.
Reconeguda i apreciada a l'estranger porta la cançó francesa als escenaris de Beirut, Mèxic, Tòquio.

## Filmografia
- 1956: Paris Mob
- 1966: Two Hours to Kill
- 1983: The Bride Who Came from the Cold
- 1983: Julien Fontanes, magistrat (1 Episodi)
- 1988: The Shop on Main Street